# 9 janvier
Pour les articles homonymes, voir Neuf-Janvier.
9 décembre 9 février
Chronologies thématiques
- Croisades
- Ferroviaires
- Sports
- Disney
- Anarchisme
- Catholicisme

Abréviations / Voir aussi
- (° 1852) = né en 1852
- († 1885) = mort en 1885
- a.s. = calendrier julien
- n.s. = calendrier grégorien
- Calendrier
- Calendrier perpétuel
- Liste de calendriers
- Naissances du jour

Le 9 janvier est le 9e jour de l'année du calendrier grégorien.
Il reste 356 jours avant la fin de l'année, 357 lorsqu'elle est bissextile.
C'était généralement le 20e jour du mois de nivôse dans le calendrier républicain français, officiellement dénommé jour du van.

## Événements

### Vesiècle
- 475 : l'empereur byzantin Zénon est forcé de fuir Constantinople, le général Basiliscus s'empare du pouvoir impérial.

### VIIesiècle
- 681 : ouverture du XIIe concile de Tolède en Espagne.

### XIVesiècle
- 1349 : toute la population juive de Bâle est massacrée et incinérée, accusée d'être responsable de la propagation de la peste.

### XVesiècle
- 1431 : début du procès de Jeanne d'Arc en France en partie occupée par les Anglais.

### XVIIIesiècle
- 1788 : le Connecticut devient le cinquième État nord-américain à ratifier la constitution des États-Unis.
- 1792 : traité d'Iași en actuelle Roumanie et Moldavie intérieure (guerre russo-turque de 1787-1792).

### XIXesiècle
- 1806 : funérailles de l'amiral Horatio Nelson, tué en pleine victoire navale de son pays à Trafalgar.
- 1878 : Humbert Ier devient roi d'Italie.

### XXesiècle
- 1905 (a.s.) : « dimanche rouge » à Saint-Pétersbourg.
- Première guerre mondiale :
  - en 1916, fin de la bataille des Dardanelles ayant notamment impliqué l'Australie jusqu'en Europe et victoire de l'Empire ottoman ;
  - en 1917, victoire britannique à la bataille de Rafa lors de la campagne du Sinaï et de la Palestine.
- 1932 : démission en France du ministre nantais Aristide Briand.
- 1945 : début de la bataille de Luçon aux Philippines (guerre nippo-américaine du Pacifique de la seconde guerre mondiale).
- 1987 : nouvelle Constitution au Nicaragua.
- 1992 : naissance de la république des Serbes de Bosnie-et-Herzégovine.

### XXIesiècle
- 2005 : victoire de Mahmoud Abbas à l'élection présidentielle palestinienne.
- 2015 :
  - une double prise d'otage meurtrière a lieu à Paris porte de Vincennes et à Dammartin-en-Goële, liée à l'attentat contre Charlie Hebdo deux jours plus tôt et à celui de Montrouge la veille.
  - Modibo Keïta est nommé Premier ministre du Mali.
- 2020 : attaque de Chinégodar lors de la guerre du Sahel.

- 2024 : en France, Gabriel Attal est nommé Premier ministre et devient à 34 ans le plus jeune titulaire de ce poste, créé sous la Ve République[1].
- 2025 : au Liban, Joseph Aoun (photo) est élu président de la République plus de deux ans après la fin du mandat de son prédécesseur Michel Aoun[2].

## Art, culture et religion
- 1144 : le pape Célestin II édicte la bulle Milites Templi qui demande aux fidèles d'aider l'ordre du Temple.
- 1522 : élection du pape Adrien VI (Adriaan Floriszoon de son vrai nom).

## Sciences et techniques
- 1939 : annonce de la découverte du francium par Marguerite Perey.
- 1960 : début des travaux du barrage d'Assouan sur le Nil cofinancés par l'Union soviétique.
- 1968 : la sonde américaine Surveyor 7 se pose sur la Lune.
- 2007 : Steve Jobs présente à San Francisco en Californie le tout premier iPhone (ordiphone de sa célèbre marque à la pomme)[3].
- 2025 : la NOAA annonce l'apparition de la Niña[4].

## Économie et société
- 1937 : interdiction des mariages mixtes dans les colonies africaines de l'Italie de Benito Mussolini.
- 1959 : première diffusion de l'émission d'actualités et d'enquêtes Cinq colonnes à la une à la télévision française.
- 2004 : la Fondation Kadhafi et le collectif Les familles du DC10 UTA en colère ! signent à Paris un accord d'indemnisation des familles victimes de l'attentat contre le DC-10 d'UTA.
- 2020 : au Niger, une attaque de l'organisation État islamique contre la base militaire de Chinégodar tue 89 soldats[5].
- 2021 : en Indonésie, un Boeing 737-500 assurant le vol 182 s'écrase en mer de Java avec environ 60 personnes à bord[6].
- 2023 :  au Pérou, au moins 18 personnes trouvent la mort à Juliaca, dans un massacre perpétré par la police nationale, dans un contexte de fortes tensions[7].

## Naissances

### XVesiècle
- 1475 : Petrus Crinitus, humaniste italien († 5 juillet 1507).
- 1500 (ou 3 septembre 1499) : Diane de Poitiers, favorite du roi de France Henri II († 26 avril 1566).

### XVIesiècle
- 1554 : Grégoire XV (Alessandro Ludovisi dit), 234e pape, en fonction de 1621 à 1623 († 8 juillet 1623).
- 1590 : Simon Vouet, peintre français († 30 juin 1649).

### XVIIesiècle
- 1624 : Meishō (明正天皇), impératrice du Japon de 1629 à 1643 († 4 décembre 1696).
- 1626 : Armand Jean Le Bouthillier de Rancé, religieux français († 27 octobre 1700).

### XVIIIesiècle
- 1715 : Robert-François Damiens, auteur d'un attentat manqué contre Louis XV, écartelé († 28 mars 1757)[8].
- 1728 : Thomas Warton, poète, critique littéraire et historien britannique († 21 mai 1790).
- 1759 : Victoria d'Anhalt-Bernbourg-Schaumbourg, aristocrate allemande († 26 juin 1841).
- 1773 : Cassandra Austen, peintre et aquarelliste britannique († 22 mars 1845).
- 1794 : Jacques-François Ancelot, homme de lettres français († 7 septembre 1854).

### XIXesiècle
- 1804 : Louis d'Aurelle de Paladines, militaire français († 17 décembre 1877).
- 1810 : Joseph Bachelier, général de brigade français († 29 janvier 1886).
- 1815 : Reinhard Sebastian Zimmermann, peintre allemand († 16 novembre 1893).
- 1831 : Jules Donnet, médecin et homme politique († 23 décembre 1894).
- 1832 : Félix-Gabriel Marchand, journaliste, écrivain, officier et notaire canadien, 11e Premier ministre du Québec († 25 septembre 1900).
- 1849 : John Hartley, joueur de tennis britannique († 21 août 1935).
- 1864 : Vladimir Steklov (Владимир Андреевич Стеклов), mathématicien russe († 30 mai 1926).
- 1873 : John Flanagan, athlète américain triple champion olympique au lancer du marteau († 4 juin 1938).
- 1874 : José de Amézola y Aspizúa, joueur de pelote basque espagnol († 1922).
- 1880 : Bernard Groethuysen, écrivain et philosophe français († 17 septembre 1946).
- 1881 :
  - Édouard Beaupré, personnage de légende canadien († 3 juillet 1904).
  - Giovanni Papini, écrivain italien († 8 juillet 1956).
- 1886 :
  - Anatole Ferrant, homme politique français († 14 novembre 1972).
  - Bernard Gorcey, acteur américain († 11 septembre 1955).
  - Arthur Kronfeld, psychiatre allemand († 16 octobre 1941).
  - Lloyd Loar, luthier américain († 14 septembre 1943).
  - Lucie Paul-Margueritte, écrivaine française († 10 mai 1955).
  - Ida Rosenthal, femme d'affaires américaine († 29 mars 1973).
  - Georges Stimart, peintre belge († 5 janvier 1952).
  - João Suassuna, homme politique brésilien († 9 octobre 1930).
- 1890 :
  - Karel Čapek, écrivain tchécoslovaque († 25 décembre 1938).
  - Kurt Tucholsky, journaliste et écrivain allemand († 21 décembre 1935).
- 1893 :
  - Gavira (Enrique Cano Iribarne dit), matador espagnol († 3 juillet 1927).
  - Gu Zhutong (顾祝同), homme politique taïwanais († 17 janvier 1987).
- 1895 : Greta Johansson, nageuse et plongeuse suédoise championne olympique en plongeon († 28 janvier 1978).
- 1898 : Gracie Fields (Grace Stansfield dite), actrice et chanteuse britannique († 27 septembre 1979).

### XXesiècle
- 1901 :
  - Marianne Oswald (Sarah Alice Bloch dite), chanteuse française († 25 février 1985).
  - Murat Bernard « Chic » Young, auteur de bande dessinée américain, créateur du comic strip Blondie († 14 mars 1973).
- 1902 :
  - Rudolf Bing (en), impresario britannique d’origine autrichienne († 2 septembre 1997).
  - Josemaría Escrivá de Balaguer, prêtre espagnol, fondateur de l’Opus Dei († 26 juin 1975).
  - Robert Tatin, peintre, sculpteur, architecte et céramiste français à l'origine d'un musée à Cossé-le-Vivien († 16 décembre 1983).
- 1903 : Étienne Blandin, peintre breton, essentiellement de la Marine († 10 novembre 1991).
- 1907 : Charles Mérieux, microbiologiste français († 19 janvier 2001)[8].
- 1908 : Simone de Beauvoir, écrivain français († 14 avril 1986)[8].
- 1909 : Danielle Casanova, résistante française († 9 mai 1943).
- 1910 : Henriette Puig-Roget, musicienne française († 24 novembre 1992).
- 1911 : Lev Okhotine, militant fasciste russe († 1948).
- 1912 : Juliette Huot, actrice québécoise († 16 mars 2001).
- 1913 : Richard Nixon, homme politique et juriste américain, président des États-Unis de 1969 à 1974 († 22 avril 1994).
- 1914 :
  - Lucien Bodard, écrivain français († 2 mars 1998)[8].
  - Kenneth Spearman « Kenny » Clarke, musicien américain († 25 janvier 1985).
- 1915 :
  - Fernando Lamas, acteur argentin († 8 octobre 1982).
  - Anita Louise, actrice américaine († 25 avril 1970).
- 1916 :
  - Alain Bernardin, homme d'affaires français († 15 septembre 1994).
  - Victor « Vic » Mizzy, compositeur américain († 17 octobre 2009).
- 1921 :
  - Ágnes Keleti, gymnaste hongroise quintuple championne olympique, doyenne mondiale des médaillés olympiques[9].  († 2 janvier 2025).
  - Fraser Barron DSO & Bar, DFC, DFM, pilote néo-zélandais († 20 mai 1944).
  - Lister Sinclair, animateur de télévision et scénariste canadien († 16 octobre 2006).
  - Julien Freund, philosophe, sociologue et résistant français († 10 septembre 1993).
- 1922 :
  - Robert Clarke, journaliste scientifique, producteur et animateur de télévision, et écrivain français († 13 octobre 2019).
  - Emmanuel Hamel, homme politique français († 4 novembre 2003).
  - Har Gobind Khorana, biologiste américain d'origine indienne, prix Nobel de physiologie ou médecine en 1968 († 9 novembre 2011).
  - Ahmed Sékou Touré, homme politique guinéen, président de la république de Guinée de 1958 à 1984 († 26 mars 1984).
- 1923 : Karl-Heinz Metzner, footballeur allemand († 25 octobre 1994).
- 1924 :
  - Sergueï Paradjanov (Սարգիս Հովսեպի Պարաջանյան), réalisateur soviétique arménien († 20 juillet 1990).
  - Anne Vernon, actrice française.
- 1925 :
  - Jean Poperen, homme politique français († 23 août 1997)[8].
  - Lee Van Cleef, acteur américain († 16 décembre 1989).
- 1926 :
  - Jean-Pierre Côté, homme politique canadien († 10 juillet 2002).
  - Roger Guérin, musicien français († 6 février 2010).
- 1927 : Adolfo Antonio Suárez Rivera, prélat mexicain, archevêque de Monterrey de 1984 à 2003 († 22 mars 2008).
- 1928 :
  - Pierre Garnier, écrivain français († 1er février 2014).
  - Domenico Modugno, compositeur italien († 6 août 1994).
- 1929 : Ulu Grosbard, réalisateur belge († 19 mars 2012).
- 1933 : Wilbur Smith, écrivain sud-africain († 13 novembre 2021).
- 1934 :
  - Mahendra Kapoor (महेन्द्र कपूर), chanteur de playbacks indien († 27 septembre 2008).
  - Bryan Bartlett « Bart » Starr, joueur américain de football américain († 26 mai 2019).
- 1935 : 
  - Robert Osbourne « Bob » Denver, acteur américain († 2 septembre 2005).
  - Brian Harradine, homme politique australien († 14 avril 2014).
- 1939 :
  - Tony Dreyfus, avocat et homme politique français († 26 avril 2023).
  - Susannah York, actrice britannique († 15 janvier 2011).
- 1940 :
  - Pierre Combescot, écrivain français († 27 juin 2017).
  - Ruth Dreifuss, femme politique suisse, conseillère fédérale de 1993 à 2002.
  - Pierre Guyotat, écrivain français († 7 février 2020).
- 1941 :
  - Joan Baez, chanteuse américaine.
  - Gilles Vaillancourt, homme politique québécois.
- 1944 :
  - Harun Farocki, réalisateur tchèque († 30 juillet 2014).
  - Massimiliano Fuksas, architecte italien.
  - James Patrick « Jimmy » Page, musicien britannique, guitariste du groupe Led Zeppelin.
- 1946 : Jean-Pierre Lux, joueur de rugby français († 14 décembre 2020).
- 1947 :
  - Jean-Pierre Giran, homme politique français.
  - Patrice de Plunkett, journaliste français.
  - Vladimir Vasin, plongeur russe champion olympique.
  - Stefka Yordanova, athlète de sprint et de demi-fond bulgare († 16 janvier 2011).
- 1948 :
  - William « Bill » Joseph Cowsill, Jr. (en), chanteur et guitariste américain du groupe The Cowsills († 18 février 2006).
  - Pierre-Philippe Pasqua, homme d'affaires français († 11 février 2015).
- 1949 : Vincent Grass, comédien belge.
- 1951 :
  - Michel Barnier, homme politique français, Premier ministre de la France en 2024.
  - Crystal Gayle (Brenda Gail Webb dite), chanteuse américaine.
- 1952 : Frank Margerin, dessinateur de bande dessinée français[8].
- 1953 : Ahmed Chah Massoud, militaire officier afghan tadjik dit « le commandant Massoud (l'Afghan) » († 9 septembre 2001).
- 1955 :
  - Bruce Boudreau, joueur et entraîneur canadien de hockey sur glace.
  - Jonathan Kimble Simmons, acteur américain.
- 1956 :
  - Kenneth Irving « Kenny » MacLean (en), musicien canadien d’origine écossaise du groupe Platinum Blonde († 24 novembre 2008).
  - Imelda Staunton, actrice britannique.
- 1957 :
  - Diane Barrière-Desseigne, femme d'affaires française († 18 mai 2001).
  - Bibie (Béatrice Adjorkor Anyankor dite), chanteuse ghanéenne.
  - Daniel Haquet, basketteur français.
- 1958 :
  - Mehmet Ali Ağca, militant et assassin turc, auteur repenti de l'attentat manqué contre le pape Jean-Paul II.
  - Christoph Ernst, écrivain allemand.
- 1959 :
  - Rigoberta Menchú, femmes politique et militante des droits de l'homme guatémaltèque, prix Nobel de la paix en 1992.
  - Otis Nixon, joueur de baseball américain.
  - Pascal Verrot, chef d’orchestre français.
- 1960 :
  - Éric Béchu, joueur de rugby puis entraîneur français († 15 janvier 2013).
  - Pascal Fabre, pilote automobile français.
- 1961 :
  - Didier Camberabero, joueur de rugby français[8].
  - Yannick Stopyra, footballeur international français, fils de Julien Stopyra natif du "lendemain".
- 1963 :
  - Mathieu Hermans, cycliste néerlandais.
  - Larry Cain, céiste canadien champion olympique.
- 1965 :
  - Tyrone Curtis « Muggsy » Bogues, basketteur américain.
  - Valérie Garnier, basketteuse puis entraîneuse française.
  - Bruno Maman, auteur, compositeur et interprète français (lorrain) de musiques et de chansons.
  - Joely Richardson, actrice britannique.
- 1968 :
  - Joey Lauren Adams, actrice, réalisatrice et scénariste américaine.
  - Frédéric Fonteyne, cinéaste belge.
- 1970 :
  - Bernard Bouger, footballeur puis entraîneur français.
  - Lara Fabian (Lara Crokaert, dite), chanteuse belge[8].
- 1971 :
  - Anna Brzezińska, athlète polonaise et néo-zélandaise.
  - Marc Houtzager, cavalier néerlandais.
  - Christoph Sieber, skipper autrichien, champion olympique.
  - Yolanda Soler, judokate espagnole.
  - Scott Thornton, hockeyeur professionnel canadien.
- 1972 :
  - Ronald Guintrange, animateur de télévision et journaliste français.
  - Vincent Riou, navigateur français.
- 1973 :
  - Angela Bettis, actrice, productrice, réalisatrice, monteuse et scénariste américaine.
  - Wang Junxia (王军霞), athlète de fond chinoise.
  - (ou 8 janvier), Sean Paul (Sean Paul Ryan Francis Henriques dit), chanteur jamaïcain.
  - Oleksandr Vioukhine (Олександр Євгенович В'юхін), hockeyeur sur glace soviétique puis ukrainien († 7 septembre 2011).
- 1974 :
  - Jeremy Akers, joueur américain de football américain.
  - Jesulín de Ubrique (Jesús Janeiro Bazán dit), matador espagnol.
- 1975 : Justin Huish, archer américain double champion olympique.
- 1976 : Radek Bonk, hockeyeur professionnel tchèque.
- 1977 : Stéphane Dondon, basketteur français.
- 1978 :
  - Mathieu Garon, hockeyeur sur glace québécois.
  - Gennaro Gattuso, footballeur italien.
  - Alexander James McLean, chanteur américain du groupe Backstreet Boys.
  - China Moses, chanteuse américaine francophone.
- 1980 : Sergio García, golfeur espagnol.
- 1981 : Euzebiusz Smolarek, footballeur polonais.
- 1982 : Catherine « Kate » Middleton, princesse royale britannique.
- 1984 :
  - Oliver Jarvis, pilote de courses automobile britannique.
  - Robert « Bobby » Jones, basketteur américain.
- 1985 :
  - Bobô (Deivson Rogério da Silva dit), footballeur brésilien.
  - Céline Bosquet, journaliste française.
  - Juanfran (Juan Francisco Torres Belén dit), footballeur espagnol.
- 1986 : Raphael Diaz, joueur de hockey sur glace suisse.
- 1987 :
  - Mao Inoue (井上真央), actrice japonaise.
  - Paolo Nutini, chanteur britannique.
  - Jami Puustinen, footballeur finlandais.
  - Pablo Santos, acteur mexicain († 15 septembre 2006).
  - WanBi Tuấn Anh (Nguyễn Tuấn Anh dit), acteur et chanteur vietnamien († 21 juillet 2013).
- 1988 : Marc Crosas, footballeur espagnol.
- 1989 :
  - Michael Beasley, basketteur américain.
  - Nina Dobrev, actrice bulgaro-canadienne.
  - Samardo Samuels, basketteur jamaïcain.
- 1990 : Nam Ji-hyun (남지현), actrice et chanteuse sud-coréenne du groupe 4Minute.
- 1991 : Álvaro Tauchert Soler, auteur-compositeur-interprète germano-espagnol.
- 1992 :
  - Jenny Fouasseau, basketteuse française.
  - Terrence Jones, basketteur américain.
- 1993 : Joonas Cavén, basketteur finlandais.
- 1995 : Nicola Peltz, actrice américaine.
- 1997 : Issa Diop, footballeur français.

## Décès

### VIIIesiècle
- 710 : Adrien de Cantorbéry, homme d'Église anglais (° v. 635).

### XIIIesiècle
- 1283 : Wen Tianxiang (文天祥), écrivain et homme d'État chinois (° 6 juin 1236).

### XVesiècle
- 1499 : Jean Ier Cicéron de Brandebourg, prince-électeur, quatrième souverain du margraviat issu des Hohenzollern (° 2 août 1455).

### XVIesiècle
- 1514 : Anne de Bretagne, duchesse de Bretagne et reine de France (° 25 janvier 1477).
- 1543 : Guillaume du Bellay, militaire et diplomate français (° 1491).
- 1571 : Nicolas Durand de Villegagnon, militaire français (° 1510).

### XVIIIesiècle
- 1757 :
  - Bernard Le Bouyer de Fontenelle, écrivain français (° 11 février 1657).
  - Louis Bertrand Castel, homme d'Église et savant français (° 15 novembre 1688).
- 1799 : Maria Gaetana Agnesi, mathématicienne italienne (° 16 mai 1718).
- 1800 : Jean-Étienne Championnet, militaire français (° 14 avril 1762).

### XIXesiècle
- 1848 : Caroline Herschel, astronome allemande (° 16 mars 1750).
- 1873 : Louis-Napoléon Bonaparte, empereur des Français sous le nom de Napoléon III (° 20 avril 1808).
- 1878 : Victor-Emmanuel II, roi d'Italie de 1861 à 1878 (° 14 mars 1820).
- 1885 :
  - Joseph Antoine Sosthènes d'Armand de Chateauvieux, ingénieur français (° 28 janvier 1804).
  - Théodore Denat, homme politique français (° 20 mars 1803).
  - Charles Joly-Leterme, architecte français (° 9 juin 1805).
  - Joseph O'Kelly, compositeur britannique (° 29 janvier 1828).
  - Samuel Friedrich Nathaniel Stein, entomologiste allemand (° 3 novembre 1818).
- 1886 :
  - Joseph Elmaleh, rabbin marocain (° 1809).
  - James Fergusson, architecte et historien écossais (° 22 janvier 1808).
  - Émile Vautier, militaire belge (° 14 juillet 1821).
- 1895 : Aaron Lufkin Dennison, horloger américain (° 6 mars 1812).
- 1898 : Ernst de Maizière (de) (Carl Ernst Ulrich de Maizière dit), juriste allemand d'origine lorraine huguenote (° 10 avril 1841).

### XXesiècle
- 1905 : Louise Michel (Clémence-Louise Michel dite), institutrice militante anarchiste française (° 29 mai 1830).
- 1908 : Wilhelm Busch, dessinateur allemand (° 15 avril 1832).
- 1913 :
  - Hjalmar Johansen, explorateur polaire norvégien (° 15 mai 1867).
  - Giuseppe Lauricella, mathématicien sicilien (° 15 décembre 1867).
- 1918 : Émile Reynaud, photographe et inventeur français (° 8 décembre 1844).
- 1923 : Katherine Mansfield (Kathleen Beauchamp dite), femme de lettres néo-zélandaise (° 14 octobre 1888).
- 1936 : John Gilbert, acteur américain (° 10 juillet 1899).
- 1940 : Paolo Baratta, peintre italien (° 14 août 1874).
- 1942 : Jerzy Różycki, mathématicien et cryptologue polonais (° 24 juillet 1909).
- 1943 : Giovanni Rossi anarchiste italien (° 11 janvier 1856).
- 1947 :
  - Sōichi Kakeya, mathématicien japonais (° 18 janvier 1886).
  - Karl Mannheim, sociologue allemand (° 27 mars 1893).
- 1951 : Mabel Philipson, actrice et femme politique britannique (° 2 janvier 1886).
- 1961 : Emily Greene Balch, écrivain et pacifiste américaine, prix Nobel de la paix en 1946 (° 8 janvier 1867).
- 1968 : Louis Aubert, compositeur français académicien ès beaux-arts (° 19 février 1877).
- 1972 : Edwin Myers « Ted » Shawn, danseur américain (° 21 octobre 1891).
- 1975 : Pierre Fresnay (Pierre Laudenbach dit), acteur français (° 4 avril 1897).
- 1979 : Pier Luigi Nervi, ingénieur et architecte italien (° 21 juin 1891).
- 1987 : Arthur Lake, acteur américain (° 17 avril 1905).
- 1988 :
  - Thierry Maulnier, écrivain et académicien français (° 1er octobre 1909).
  - Jūkichi Uno (宇野重吉), acteur japonais (° 27 septembre 1914).
- 1989 : William Harold « Bill » Terry, joueur puis manager de baseball américain (° 30 octobre 1898).
- 1990 : Alfred Coste-Floret, homme politique français (° 9 avril 1911).
- 1992 :
  - Steve Brodie, acteur américain (° 21 novembre 1919).
  - William Naughton, dramaturge et romancier irlandais (° 12 juin 1910).
- 1993 : Paul Hasluck, poète, historien et homme politique australien (° 1er avril 1905).
- 1994 : Midori Matsuya (松谷翠), pianiste japonais (° 18 mars 1943).
- 1995 :
  - Peter Cook, acteur britannique (° 17 novembre 1937).
  - Souphanouvong, homme politique laotien, président de la République démocratique populaire lao de 1975 à 1986 (° 13 juillet 1909).
- 1996 :
  - Walter Michael Miller, Jr., auteur de science-fiction américain (° 23 janvier 1923).
  - Edmond Rigal, graveur et peintre français (° 2 septembre 1902).
- 1997 : Jesse White (Jesse Marc Weidenfeld dit), acteur américain (° 3 janvier 1917).
- 1998 :
  - Wilbrod Bherer, administrateur québécois (° 11 août 1905).
  - Serge Dalens, magistrat et écrivain français (° 3 octobre 1910).
  - Ken'ichi Fukui (福井 謙一), chimiste japonais, prix Nobel de chimie en 1981 (° 4 octobre 1918).
  - Imi Lichtenfeld, boxeur et lutteur hongrois, fondateur de la méthode d'auto-défense du krav-maga (° 26 mai 1910).
  - Michael Tippett, compositeur britannique (° 2 janvier 1905).
- 1999 :
  - Jean McEwen, peintre québécois (° 14 décembre 1923).
  - Saul Rae (en), diplomate canadien (° 31 décembre 1914).
- 2000 : Marguerite Churchill, actrice américaine (° 25 décembre 1910).

### XXIesiècle
- 2001 :
  - Paul Vanden Boeynants, homme politique Premier ministre de la Belgique (° 22 mai 1919).
  - Peter Düttmann, pilote de chasse allemand (° 23 mai 1923).
- 2002 : Harold March, hockeyeur sur glace canadien (° 18 octobre 1908).
- 2003 :
  - Elizabeth Irving, actrice britannique (° 14 avril 1904).
  - Penny Valentine, journaliste britannique (° 13 février 1943).
- 2004 :
  - Norberto Bobbio, philosophe italien (° 18 octobre 1909).
  - Jean Bozzi, haut-fonctionnaire français (° 4 décembre 1919).
  - Paul Cadéac, producteur de cinéma français (° 28 juin 1918).
  - Yinka Dare, basketteur nigérian (° 10 octobre 1972).
- 2005 :
  - Gonzalo Gavira, ingénieur du son mexicain (° 30 octobre 1925).
  - Joanne Grant, journaliste afro-américaine (° 30 mars 1930).
  - Kōji Hashimoto, réalisateur japonais (° 21 janvier 1936).
  - Bob Mabe, joueur de baseball américain (° 8 octobre 1929).
  - Thady Ryan, cavalier de concours complet irlandais (° 23 septembre 1923).
- 2006 :
  - Jean Bourdelle, journaliste et écrivain français (° 19 mars 1947).
  - Andrew « Andy » Caldecott, pilote de moto australien (° 10 août 1964).
  - Mikk Mikiver, acteur et metteur en scène soviétique puis estonien (° 4 septembre 1937).
- 2007 :
  - Pierre Pierlot, musicien français (° 26 avril 1921).
  - Elmer Symons, pilote de moto sud-africain (° 14 février 1977).
  - Jean-Pierre Vernant, historien et anthropologue français (° 4 janvier 1914).
- 2008 : Mehran Ghassemi (مهران قاسمی), journaliste iranien (° 8 avril 1977).
- 2009 :
  - René Herms, athlète allemand (° 17 juillet 1982).
  - Jean Sassi, militaire, officier des renseignements français (° 11 juin 1917)
- 2011 : Gaston L'Heureux, journaliste et animateur québécois (° 14 mai 1943).
- 2012 :
  - Ronald « Ron » Caron, dépisteur et gestionnaire québécois de hockey sur glace (° 19 décembre 1929).
  - Augusto Gansser, géologue suisse (° 28 octobre 1910).
  - Malam Bacai Sanhá, homme politique guinéen, président de la Guinée-Bissau de 1999 à 2000 puis de 2009 à 2012 (° 5 mai 1947).
- 2013 :
  - James McGill Buchanan Jr., économiste américain, prix Nobel d'économie en 1986 (° 3 octobre 1919).
  - Rizana Nafeek, gouvernante sri-lankaise condamnée à mort en Arabie saoudite (° 1988).
  - Sakine Cansiz, activiste et fondatrice du Parti des travailleurs du Kurdistan (° 1958).
- 2014 :
  - Amiri Baraka, écrivain, dramaturge et essayiste américain (° 7 octobre 1934).
  - Rynn Berry, auteur et écrivain américain (° 31 janvier 1945).
  - Roy Campbell, Jr., musicien, compositeur et trompettiste américain (° 29 septembre 1952).
  - Josep Maria Castellet, écrivain, critique littéraire et éditeur espagnol (° 15 décembre 1926).
  - Lorella De Luca, actrice italienne (° 17 septembre 1940).
  - Dale Mortensen, économiste américain, prix Nobel d'économie en 2010 (° 2 février 1939).
  - Marc Yor, mathématicien français (° 24 juillet 1949).
- 2015 : Józef Oleksy, homme politique polonais (° 22 juin 1946).
- 2017 :
  - Zygmunt Bauman, sociologue britannique et polonais (° 19 novembre 1925).
  - Roberto Cabañas, footballeur paraguayen (° 20 avril 1961).
  - Gueorgui Noskov, ornithologue russe (° 8 février 2017).
- 2018 : Bob Bailey, joueur de baseball américain (° 13 octobre 1942).
- 2019 :
  - Pierre de Bané, homme politique et sénateur québécois d’origine palestinienne (° 2 août 1938).
  - Patrick Malrieu, collecteur français de patrimoine oral breton et gallo (° 31 mars 1945).
- 2021 : Mehdi Attar-Ashrafi, haltérophile iranien (° 23 décembre 1948).
- 2022 :
  - Tahani al-Gebali, magistrate égyptienne (° 9 novembre 1950).
  - Dwayne Hickman, acteur américain (° 18 mai 1934).
  - Jean Maheu, haut fonctionnaire français, directeur de Radio France et du Centre Pompidou (° 24 janvier 1931).
  - Bob Saget, humoriste, acteur, réalisateur et présentateur de télévision américain (° 17 mai 1956).
- 2023 :
  - Ernest Backes, informaticien et homme d'affaires allemand (° 1946).
  - Hermann-Josef Blanke, juriste allemand (° 26 août 1957).
  - Max Chantal, joueur de rugby à XIII français (° 21 août 1955).
  - Jacques Clavé, joueur de rugby à XV français (° 4 mai 1943).
  - Alain Da Costa, entraîneur de football gabonais (° 1935).
  - Melinda Dillon, actrice américaine (° 13 octobre 1939).
  - David Duckham, joueur de rugby à XV anglais (° 28 juin 1946).
  - Adolfo Kaminsky, résistant français (° 1er octobre 1925).
  - Raymond Mertens, footballeur et entraîneur belge (° 19 juillet 1933).
  - Ferenc Mészáros, footballeur international hongrois (° 11 avril 1950).
  - Lesego Motsumi, femme politique botswanaise (° 1964).
  - Karl Alexander Müller, physicien suisse (° 20 avril 1927).
  - Mikio Satō, mathématicien japonais (° 18 avril 1928).
  - Charles Simic, poète, essayiste, traducteur et professeur d'université américain (° 9 mai 1938).
  - George S. Zimbel, photographe américain (° 15 juillet 1929).
- 2024 :
  - Miklós Benedek, acteur et doubleur hongrois (° 28 septembre 1946).
  - Jean Céa, mathématicien français (° 8 février 1932).
  - Agnes Asangalisa Chigabatia, femme politique ghanéenne (° 20 octobre 1956).
  - Thierry Desmarest, chef d'entreprise français (° 18 décembre 1945).
  - Fernando García Ramos, poète et sculpteur espagnol (° 30 novembre 1931).
  - Frédéric Guirma, diplomate, écrivain et homme politique burkinabé (° 27 avril 1931).
  - Edward Jay Epstein, écrivain américain et journaliste d'investigation américain (° 6 décembre 1935).
  - James Kottak, batteur américain (° 26 décembre 1962).
  - Philippe Kpodzro, homme d'Église togolais (° 30 mars 1930).
  - Jean-Paul Piérot, journaliste français (° 29 février 1952).
  - Cédric Rosalen, joueur de rugby à XV français (° 10 avril 1980).
  - Digby Smith, historien militaire britannique (° 1er janvier 1935).
  - Hugues Vincent, violoncelliste, compositeur et improvisateur français (° 29 avril 1974).
  - Kai Wiedenhöfer, photographe allemand (° 3 mars 1966).
- 2025 :
  - Black Bart, lutteur professionnel américain (° 30 janvier 1948).
  - Phyllis Dalton, costumière britannique (° 16 octobre 1925).
  - Roger Lebranchu, rameur d'aviron français (° 22 juillet 1922).
  - Marc Michetz, auteur de bande dessinée réaliste belge (° 15 octobre 1951).
  - Bernard Mourad, banquier d'affaires franco-libanais (° 2 octobre 1974).
  - Manuel Elkin Patarroyo, pathologiste colombien (° 3 novembre 1946).
  - Otto Schenk, comédien, cabarettiste et metteur en scène autrichien (° 12 juin 1930).
  - Shulamith Shahar, historienne et médiéviste israélienne (° 12 juin 1928).

## Célébrations

### Internationales et nationales
- Bosnie-et-Herzégovine (Europe, Balkans) : fête de la république serbe de Bosnie ou Republika Srpska célébrant sa création en 1992, non reconnues par l'ONU ni hors fédération par Bosnie ni Herzégovine.Aperçu de la procession du Nazaréen noir de Manille en 2012.

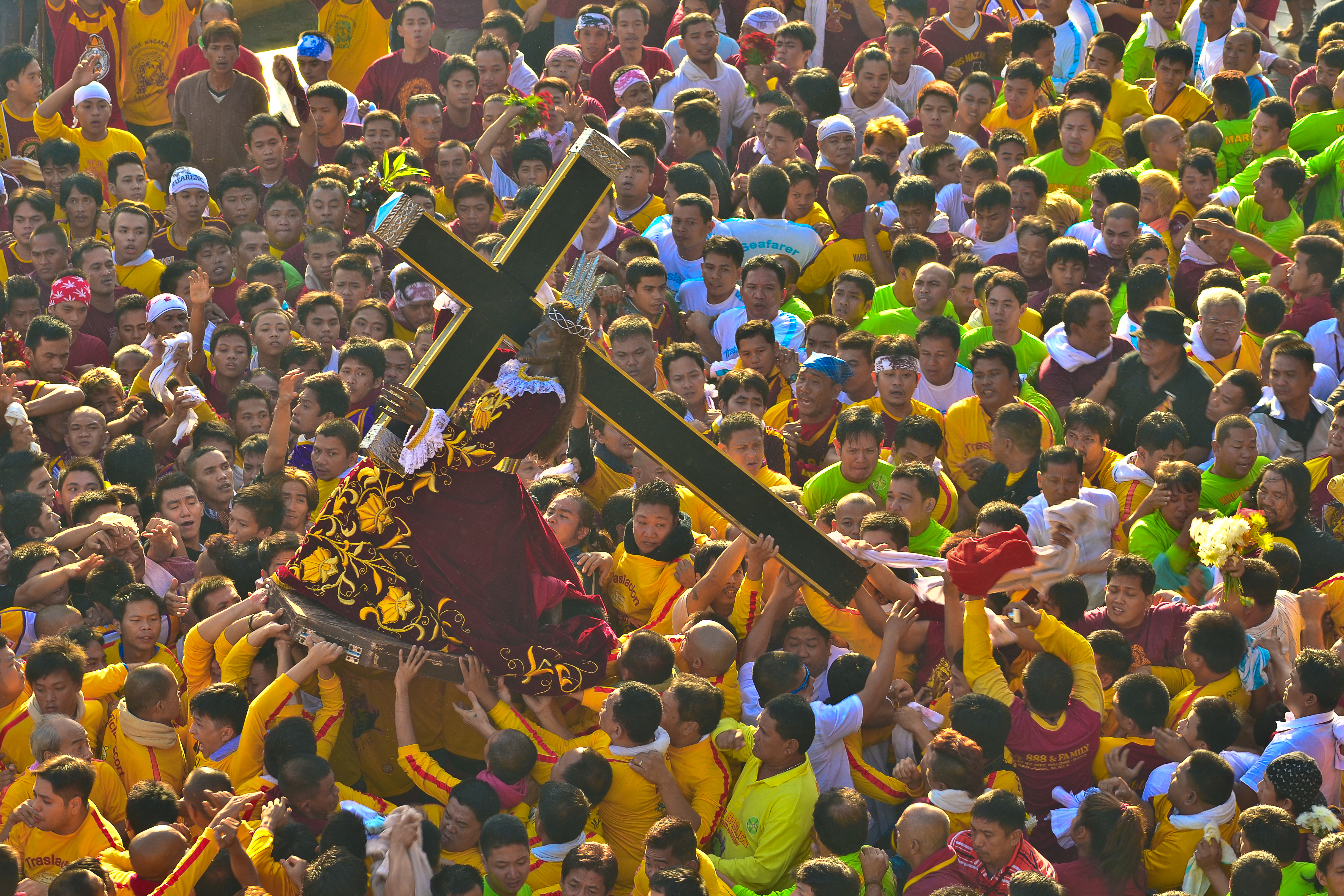
Aperçu de la procession du Nazaréen noir de Manille en 2012.

- Panama : jour des martyrs commémorant ceux du mouvement de reconnaissance de la souveraineté de Panama sur la zone du canal en 1964.

### Religieuse
- Catholicisme : procession autour de la basilique du Nazaréen noir à Manille aux Philippines, célébrant Jésus de Nazareth présenté sous forme d'une sculpture dite Christ noir portant sa croix (voir aussi "Vendredis saints" parfois sanglants entre mars et avril).

### Saints des Églises chrétiennes

#### Saints catholiques et orthodoxes du jour
Saints catholiques et orthodoxes :
- Adrien de Cantorbéry († 710), Abbé puis évêque et réformateur de l'Église en Angleterre.
- Eustrate (IXe siècle), moine.
- Marcellin d'Ancône (it) († VIe siècle), 5e évêque d'Ancône en Italie (États pontificaux d'antan).
- Paschasie (en) / Paschasia († c. 178 au IIe siècle par rapport au n.s.), jeune vierge disciple martyre de Saint Benignus / Bénigne de Dijon en actuelles Bourgogne-Franche-Comté, en France[12].
- Waneng de Fécamp († vers 688), ami de Clotaire III, conseiller de sainte Bathilde, fondateur du monastère de Fontenelle.

#### Saints et bienheureux catholiques du jour
Saints et bienheureux catholiques :
- Agathe Yi († 1840), laïque coréenne, martyre de Corée.
- Alix Le Clerc († 1622), religieuse française - fondatrice de la congrégation de Notre-Dame.
- Antoine Fatati (en) († 1484), 56e évêque d'Ancône - bienheureux.
- Fillan (en) († 1314), abbé en Écosse.
- Honoré de Buzançais († 1250), Laïc - marchand de bestiaux assassiné par des voleurs.
- Josef Pawlowski († 1942) et Casimir Grelewski, bienheureux prêtres polonais martyrs[13].
- Julie de Certaldo († 1370), bienheureuse ermite italienne membre du tiers-ordre des augustins.
- Pauline Jaricot († 1862), bienheureuse laïque française - fondatrice de l'œuvre de la propagation de la foi.
- Thérèse Kim († 1840), laïque coréenne, martyre de Corée.

#### Saint orthodoxe du jour,aux dates parfois"juliennes"ou orientales
- Philippe II de Moscou († 1569), métropolite de Moscou, martyr sur ordre du tsar Ivan le Terrible[11].

### Prénoms du jour[Où?]
Bonne fête aux Alix et ses variantes : Alixe, Alixia et Alixiane (voir encore 22 avril pour les Alexandra, 16 décembre pour les Alice, Adélaïde et Heidi voire 24 décembre pour les Adèle).
Et aussi aux :
- Adrian et ses variantes : Adi, Adarian, Adrain, Adriane, Adron, Adryan, Adryon, Andrian, Hadrianus, etc.
- Aux Vaneng,
- Paschasia, Paschasie et leurs probables variantes.

## Traditions et superstitions

### Dictons
- « Pour saint Adrien, le froid nous revient. »[14]
- « Saint Julien (l'Hospitalier) brise la glace, s'il ne la brise, c'est qu'il l'embrasse. »[15] (saint pourtant vénéré les 12 février).

### Astrologie
- Signe du zodiaque : 19e jour du Capricorne.